# Vice-président de la république d'Azerbaïdjan
Pour les articles homonymes, voir Vice-président.
Le premier vice-président de la république d'Azerbaïdjan, est, depuis 2016, la personnalité chargée de l’exercice du pouvoir exécutif, en compagnie du président.

## Liste des vice-présidents de la République
| Nº | Portrait | Nom (naissance-décès)         | Parti | Début du mandat | Fin du mandat |
| -- | -------- | ----------------------------- | ----- | --------------- | ------------- |
| 1  |          | Mehriban Alieva (née en 1964) | YAP   | 21 février 2017 | en fonction   |

## Formation
Le poste a été créé par un amendement constitutionnel qui a été approuvé par les électeurs lors d'un référendum le 26 septembre 2016. L'amendement donne au président le pouvoir de nommer un ou plusieurs vice-présidents,.

## Pouvoirs
Le vice-président assure l'intérim si le président démissionne ou est frappé d'incapacité. Avant la création du poste, ces fonctions étaient dévolues au Premier ministre, qui est maintenant le deuxième rang après le vice-président. 
En ce qui concerne la démission anticipée du président de son poste, des élections présidentielles extraordinaires devraient avoir lieu dans les 60 jours. Dans ce cas, les pouvoirs du président de la république d'Azerbaïdjan sont exercés par le vice-président de la république d'Azerbaïdjan jusqu'à l'élection du nouveau président de la République. Si le premier vice-président, qui agit en tant que président de la république d'Azerbaïdjan, démissionne ou est frappé d'incapacité en raison de problèmes de santé, le statut de premier vice-président passe au vice-président azerbaïdjanais dans un ordre déterminé, s'il n'est pas le seul à avoir été nommé à ce poste.
Le vice-président de l'Azerbaïdjan peut signer des accords internationaux interétatiques et intergouvernementaux lorsque le président lui délègue cette autorité.

## Admissibilité
Pour être éligible au poste de vice-président, une personne doit être citoyenne azerbaïdjanaise, avoir le droit de vote, être titulaire d'un diplôme universitaire et n'avoir aucune responsabilité vis-à-vis des autres États.
Le 21 février 2017, le président Ilham Aliyev a nommé son épouse Mehriban Alieva au poste de vice-présidente,.

## Immunité
Le vice-président de l'Azerbaïdjan jouit du droit à l'immunité personnelle pendant toute la durée de ses pouvoirs. Le vice-président de la république d'Azerbaïdjan ne peut être arrêté, fouillé, examiné personnellement sauf dans les cas où il a été pris en flagrant délit. L'immunité du vice-président de la république d'Azerbaïdjan ne peut être levée que par le président de la république d'Azerbaïdjan sur présentation du procureur général de l'Azerbaïdjan.

## Secrétariat du vice-président
Le secrétariat du vice-président de l'Azerbaïdjan composé des membres suivants :
- Altay Hasanov - chef du secrétariat du vice-président de la république d'Azerbaïdjan
- Mehdi Dadachov - chef adjoint du secrétariat du vice-président de la république d'Azerbaïdjan
- Fariz Rzayev - chef adjoint du secrétariat du vice-président de la république d'Azerbaïdjan
- Anar Alakbarov - assistant du vice-président de la république d'Azerbaïdjan
- Yousif Mammadaliyev - assistant du vice-président de la république d'Azerbaïdjan
- Eltchin Amirbayov - assistant du vice-président de la république d'Azerbaïdjan
- Gunduz Karimov - assistant du vice-président de la république d'Azerbaïdjan